# Olympische Sommerspiele 2012/Teilnehmer (Andorra)
| Gelbes Symbol für Goldmedaillen mit stilisierten Olympischen Ringen | Graues Symbol für Silbermedaillen mit stilisierten Olympischen Ringen | Braundes Symbol für Bronzemedaillen mit stilisierten Olympischen Ringen |
| ------------------------------------------------------------------- | --------------------------------------------------------------------- | ----------------------------------------------------------------------- |
| —                                                                   | —                                                                     | —                                                                       |

Andorra nahm in London an den Olympischen Spielen 2012 teil. Es war die insgesamt zehnte Teilnahme an Olympischen Sommerspielen. Vom Comitè Olímpic Andorrà wurden insgesamt sechs Athleten in vier Sportarten nominiert.

## Flaggenträger
Der Sportschütze Joan Tomas trug die Flagge Andorras während der Eröffnungsfeier; bei der Schlussfeier wurde sie vom Langstreckenläufer Antoni Bernadó getragen.

## Teilnehmer nach Sportarten

### Judo
| Athleten      | Wettbewerb       | 1. Runde   | 1. Runde | Achtelfinale | Achtelfinale | Viertelfinale | Viertelfinale | Hoffnungsrunde Halbfinale | Hoffnungsrunde Halbfinale | Halbfinale    | Halbfinale    | Hoffnungsrunde Finale | Hoffnungsrunde Finale | Finale        | Finale        | Rang |
| Athleten      | Wettbewerb       | Gegner     | Ergebnis | Gegner       | Ergebnis     | Gegner        | Ergebnis      | Gegner                    | Ergebnis                  | Gegner        | Ergebnis      | Gegner                | Ergebnis              | Gegner        | Ergebnis      | Rang |
| ------------- | ---------------- | ---------- | -------- | ------------ | ------------ | ------------- | ------------- | ------------------------- | ------------------------- | ------------- | ------------- | --------------------- | --------------------- | ------------- | ------------- | ---- |
| Männer        |                  |            |          |              |              |               |               |                           |                           |               |               |                       |                       |               |               |      |
| Daniel García | Klasse bis 66 kg | A. Acevedo | 020-0001 | S. Uriarte   | 013-0002     | ausgeschieden | ausgeschieden | ausgeschieden             | ausgeschieden             | ausgeschieden | ausgeschieden | ausgeschieden         | ausgeschieden         | ausgeschieden | ausgeschieden | 9    |

### Leichtathletik
Laufen und Gehen 
| Athleten         | Wettbewerb | Vorlauf | Vorlauf | Halbfinale    | Halbfinale    | Finale        | Finale        | Rang |
| Athleten         | Wettbewerb | Zeit    | Rang    | Zeit          | Rang          | Zeit          | Rang          | Rang |
| ---------------- | ---------- | ------- | ------- | ------------- | ------------- | ------------- | ------------- | ---- |
| Frauen           |            |         |         |               |               |               |               |      |
| Cristina Llovera | 100 m      | 12,78 s | 18      | ausgeschieden | ausgeschieden | ausgeschieden | ausgeschieden | 18   |
| Männer           |            |         |         |               |               |               |               |      |
| Antoni Bernadó   | Marathon   | –       | –       | –             | –             | 2:28:34 h     | 74            | 74   |

### Schießen
| Athleten   | Wettbewerb | Qualifikation | Qualifikation | Finale        | Finale        | Treffer | Rang |
| Athleten   | Wettbewerb | Treffer       | Rang          | Treffer       | Rang          | Treffer | Rang |
| ---------- | ---------- | ------------- | ------------- | ------------- | ------------- | ------- | ---- |
| Männer     |            |               |               |               |               |         |      |
| Joan Tomas | Trap       | 103           | 33            | ausgeschieden | ausgeschieden | 103     | 33   |

### Schwimmen
| Athleten       | Wettbewerb          | Vorlauf     | Vorlauf | Halbfinale    | Halbfinale    | Finale        | Finale        | Rang |
| Athleten       | Wettbewerb          | Zeit        | Rang    | Zeit          | Rang          | Zeit          | Rang          | Rang |
| -------------- | ------------------- | ----------- | ------- | ------------- | ------------- | ------------- | ------------- | ---- |
| Frauen         |                     |             |         |               |               |               |               |      |
| Mónica Ramírez | 100 m Rücken        | 1:07,72 min | 42      | ausgeschieden | ausgeschieden | ausgeschieden | ausgeschieden | 42   |
| Männer         |                     |             |         |               |               |               |               |      |
| Hocine Haciane | 200 m Schmetterling | 2:06,37 min | 37      | ausgeschieden | ausgeschieden | ausgeschieden | ausgeschieden | 37   |